# Branitzer Heil- und Pflegeanstalten
Die Branitzer Heil- und Pflegeanstalten waren eine psychiatrische Klinik in Branice (deutsch Branitz). Sie zählte zum Marienstift. Heute befindet sich darin das Samodzielny Wojewódzki Szpital dla Nerwowo i Psychicznie Chorych w Branicach. Heutiger Träger ist die Milde Stiftung St. Marienstift in Branitz.

## Geschichte
Die Einrichtung wurde 1897 vom damaligen Branitzer Pfarrer und späteren Weihbischof Joseph Martin Nathan gegründet. 
Auf einem etwa 10 Hektar großen parkähnlichen Gelände befanden sich zwölf Kranken- und Pflegegebäude im Pavillonstil, handwerkliche und landwirtschaftliche Werkstätten und -betriebe, sowie Betriebswohnungen. Zeitweise waren bis zu 2000 Patienten untergebracht. Die Anstaltskirche wurde von 1930 bis 1933 errichtet. Eine Außenstelle bestand in Dzbańce (Krug). 

### Zeit des Nationalsozialismus
Im Rahmen der Aktion T4 wurden 1.302 Meldebögen ausgefüllt.
1940 wurden die jüdischen Patienten aus Leubus, Branitz und Bunzlau in der Heil- und Pflegeanstalt Leubus, Schlesien, zusammengeführt; von dort in zwei Transporten am 17. und 19. Dezember 1940 in die Tötungsanstalt Pirna-Sonnenstein gebracht und dort ermordet. 1940 waren hier etwa 1600 Patienten untergebracht.
Ab 1941 wurde in einem Teil der Branitzer Anstaltsgebäude ein Lazarett eingerichtet, unter anderem auch für geisteskranke und lungenkranke Soldaten sowie für SS-Angehörige.
1945 zählte man rund 2.000 Kranke, 120 Ordensfrauen, sieben Ärzte und viele Pfleger. Teile der Heil- und Pflegeanstalt wurden bei einem Fliegerangriff zerstört.
Am 1. April 1945 mussten alle gehfähigen Kranken die Anstalt verlassen; etwa 600 Kranke und Schwestern verließen Branitz in Richtung Freudenthal.